# Finał Pucharu Polski w piłce nożnej 2004
Finał Pucharu Polski w piłce nożnej 2004 – mecze piłkarskie kończące rozgrywki Pucharu Polski 2003/2004 oraz mające na celu wyłonienie triumfatora tych rozgrywek, pomiędzy Lechem Poznań a Legią Warszawa. Finał został rozegrany systemem pierwszy mecz i mecz rewanżowy. Pierwszy mecz został rozegrany 18 maja 2004 roku na Stadionie Miejskim w Poznaniu, natomiast mecz rewanżowy został rozegrany 1 czerwca 2004 roku na Stadionie Wojska Polskiego w Warszawie. Trofeum po raz 4. wywalczył Lech Poznań, który uzyskał tym samym prawo gry w kwalifikacjach Pucharu UEFA 2004/2005.

## Droga do finału
| Lech Poznań | Lech Poznań             | Lech Poznań | Runda       | Legia Warszawa | Legia Warszawa        | Legia Warszawa |
| Data        | Przeciwnik              | Wynik       | Runda       | Data           | Przeciwnik            | Wynik          |
| ----------- | ----------------------- | ----------- | ----------- | -------------- | --------------------- | -------------- |
| 02.08.2003  | Karkonosze Jelenia Góra | 3:0         | II runda    | 20.08.2003     | Tłoki Gorzyce         | 3:1            |
| 17.09.2003  | Polonia Warszawa        | 2:1         | III runda   | 16.09.2003     | Górnik Zabrze         | 2:0            |
| 01.10.2003  | Górnik Polkowice        | 0:0         | Ćwierćfinał | 30.09.2003     | Korona Kielce         | 1:1            |
| 21.10.2003  | Górnik Polkowice        | 4:1         | Ćwierćfinał | 22.10.2003     | Korona Kielce         | 2:0            |
| 07.04.2004  | GKS Katowice            | 2:1         | Półfinał    | 14.04.2004     | Jagiellonia Białystok | 0:3 wo         |
| 14.04.2004  | GKS Katowice            | 4:2         | Półfinał    | 22.04.2004     | Jagiellonia Białystok | 0:0            |

## Tło
W finale rozgrywek zmierzyli się ze sobą Lech Poznań i Legia Warszawa. Mecze obu klubów w Polsce od wielu lat stanowią bardzo duże emocje zarówno na boisku, jak i na trybunach. Dla obu klubów triumf w tych rozgrywkach był pierwszą szansą na występ w europejskich pucharach.

## Finał
| Drużyna 1   | Wynik dwumeczu | Drużyna 2      | Pierwszy mecz | Drugi mecz |
| ----------- | -------------- | -------------- | ------------- | ---------- |
| Lech Poznań | 2:1            | Legia Warszawa | 2:0           | 0:1        |

### Pierwszy mecz

#### Przebieg meczu
Mecz odbył się 18 maja 2004 roku o godz. 19:30 na Stadionie Miejskim w Poznaniu. Sędzią głównym spotkania był Krzysztof Słupik. Na meczu pojawiła się liczna grupa kibiców Legii Warszawa mimo zakazu ich uczestnictwa, jednak po wstawiennictwu władz Lecha Poznań i wcześniejszymi ustaleniami kibice obu klubów wspólnie oglądali mecz w jednym sektorze, w spokojnej atmosferze. Przewagę w grze miał Lech Poznań który zagrał bardzo mądrze i nie pozwolił drużynie przeciwnej na rozwinięcie skrzydeł. Dwa gole dla drużyny Kolejorza zdobył Piotr Reiss: w 17. minucie po dobitce strzału Michała Golińskiego oraz w 35. minucie strzałem po ziemi.

#### Szczegóły meczu
| 18 maja 2004 19:30 | Lech Poznań · Reiss 17', 35' | 2:0Raport | Legia Warszawa | Stadion Miejski, Poznań Widzów: 26 000 Sędzia: Krzysztof Słupik (Tarnów) |
|                    |                              |           |                |                                                                          |

| Lech Poznań:        |    |                     |              |     |
|                     |    |                     |              |     |
| BR                  | 22 | Waldemar Piątek     |              |     |
| OB                  | 24 | Paweł Kaczorowski   |              | 84' |
| OB                  | 5  | Zbigniew Wójcik     |              |     |
| OB                  | 16 | Bartosz Bosacki     | Żółta kartka |     |
| OB                  | 3  | Rafał Lasocki       |              |     |
| PO                  | 6  | Łukasz Madej        |              |     |
| PO                  | 13 | Maciej Scherfchen   |              |     |
| PO                  | 7  | Piotr Świerczewski  | Żółta kartka |     |
| PO                  | 19 | Michał Goliński     |              | 90' |
| NA                  | 9  | Piotr Reiss         |              |     |
| NA                  | 11 | Zbigniew Zakrzewski |              | 76' |
| Zmiany:             |    |                     |              |     |
| PO                  | 10 | Krzysztof Piskuła   |              | 76' |
| OB                  | 4  | Waldemar Kryger     |              | 84' |
| OB                  | 21 | Mariusz Mowlik      |              | 90' |
| Trener:             |    |                     |              |     |
| Czesław Michniewicz |    |                     |              |     |

| Legia Warszawa: |    |                      |              |     |
|                 |    |                      |              |     |
| BR              | 1  | Artur Boruc          |              |     |
| OB              | 2  | Dickson Choto        |              |     |
| OB              | 5  | Jacek Zieliński      |              |     |
| OB              | 4  | Marek Jóźwiak        |              |     |
| OB              | 7  | Tomasz Sokołowski II | Żółta kartka |     |
| PO              | 18 | Jacek Magiera        |              | 39' |
| PO              | 8  | Łukasz Surma         |              | 79' |
| PO              | 14 | Aleksandar Vuković   |              |     |
| PO              | 22 | Tomasz Sokołowski I  |              | 46' |
| NA              | 9  | Piotr Włodarczyk     |              |     |
| NA              | 10 | Marek Saganowski     |              |     |
| Zmiany:         |    |                      |              |     |
| PO              | 6  | Tomasz Jarzębowski   |              | 39' |
| NA              | 21 | Radosław Wróblewski  |              | 46' |
| OB              | 3  | Wojciech Szala       |              | 79' |
| Trener:         |    |                      |              |     |
| Dariusz Kubicki |    |                      |              |     |

### Rewanż

#### Przebieg meczu
Mecz odbył się 1 czerwca 2004 roku o godz. 20:15 na Stadionie Wojska Polskiego w Warszawie. Sędzią głównym spotkania był Antoni Fijarczyk. Drużyna Wojskowych mająca dwubramkową stratę od samego początku przystąpiła do ataku, zaś drużyna Kolejorza wystąpiła w tym samym wyjściowym składzie, co w pierwszym meczu, jednak jeszcze w pierwszej połowie musiała wymienić kontuzjowanych zawodników: w 16. minucie Zbigniewa Zakrzewskiego (rozwalony łuk brwiowy) zastąpił Rafał Grzelak, zaś w 32. minucie Michała Golińskiego (kontuzja barku) zmienił Krzysztof Piskuła. Choć w tym meczu było wiele okazji do zdobycia goli (Manuel Pablo García z Legii Warszawa, Piotr Reiss z Lecha Poznań), jedyny gol wpadł w 68. minucie, gdy po zagraniu ręką na polu karnym przez obrońcę drużyny Kolejorza, Zbigniewa Wójcika, sędzia podyktował rzut karny, którego skutecznie wykorzystał Piotr Włodarczyk.

#### Szczegóły meczu
| 1 czerwca 2004 20:15 | Legia Warszawa · Piotr Włodarczyk 68' (k) | 1:00:0Raport | Lech Poznań | Stadion Wojska Polskiego, Warszawa Widzów: 15 000 Sędzia: Antoni Fijarczyk (Stalowa Wola) |
|                      |                                           |              |             |                                                                                           |

| Legia Warszawa: |    |                      |              |     |
|                 |    |                      |              |     |
| BR              | 1  | Artur Boruc          |              |     |
| OB              | 3  | Wojciech Szala       |              |     |
| OB              | 5  | Jacek Zieliński      |              |     |
| OB              | 2  | Dickson Choto        |              |     |
| OB              | 7  | Tomasz Sokołowski II |              |     |
| PO              | 8  | Łukasz Surma         |              | 59' |
| PO              | 6  | Tomasz Jarzębowski   |              |     |
| PO              | 14 | Aleksandar Vuković   |              | 75' |
| PO              | 22 | Tomasz Sokołowski I  |              | 56' |
| NA              | 9  | Piotr Włodarczyk     |              |     |
| NA              | 10 | Marek Saganowski     | Żółta kartka |     |
| Zmiany:         |    |                      |              |     |
| NA              | 21 | Radosław Wróblewski  |              | 56' |
| NA              | 17 | Manuel Pablo García  |              | 59' |
| OB              | 18 | Jacek Magiera        |              | 75' |
| Trener:         |    |                      |              |     |
| Dariusz Kubicki |    |                      |              |     |

| Lech Poznań:        |    |                     |              |     |
|                     |    |                     |              |     |
| BR                  | 22 | Waldemar Piątek     |              |     |
| OB                  | 24 | Paweł Kaczorowski   | Żółta kartka |     |
| OB                  | 5  | Zbigniew Wójcik     |              |     |
| OB                  | 16 | Bartosz Bosacki     |              |     |
| OB                  | 3  | Rafał Lasocki       |              |     |
| PO                  | 6  | Łukasz Madej        |              | 90' |
| PO                  | 13 | Maciej Scherfchen   |              |     |
| PO                  | 7  | Piotr Świerczewski  |              |     |
| PO                  | 19 | Michał Goliński     |              | 32' |
| NA                  | 11 | Zbigniew Zakrzewski |              | 16' |
| NA                  | 8  | Piotr Reiss         |              |     |
| Zmiany:             |    |                     |              |     |
| PO                  | 8  | Rafał Grzelak       |              | 16' |
| PO                  | 10 | Krzysztof Piskuła   |              | 32' |
| OB                  | 4  | Waldemar Kryger     |              | 90' |
| Trener:             |    |                     |              |     |
| Czesław Michniewicz |    |                     |              |     |

| Puchar Polski w piłce nożnej 2003/2004 Zwycięzcy |
| ------------------------------------------------ |
| Lech Poznań 4. Tytuł                             |

## Po finale
Triumfatorem rozgrywek został Lech Poznań. Podczas ceremonii wręczenia trofeum kibice Legii Warszawa, nie mogąc pogodzić się z porażką, wbiegli na płytę boiska i zaatakowali zawodników oraz pozostałe osoby związane z Lechem Poznań, w wyniku czego wielu z nich straciło pamiątkowe medale.

## Ciekawostki
- Tuż przed rywalizacją trener Lecha Poznań Czesław Michniewicz porównał rywalizację z Legią Warszawa do tegorocznego finału Ligi Mistrzów na Arena AufSchalke, bowiem trenerzy klubów uczestniczących obu finałach byli młodzi oraz stawiający pierwsze kroki w tym zawodzie[5]. Trener drużyny Kolejorza porównał siebie do ówczesnego trenera FC Porto José Mourinho, natomiast trenera drużyny Wojskowych, Dariusza Kubickiego do ówczesnego trenera AS Monaco Didiera Deschampsa[5].